# Карл-Еміль Францоз
Карл-Еміль Фра́нцоз (нім. Karl Emil Franzos; 25 жовтня 1848, Чортків — 28 січня 1904, Берлін) — австрійський письменник, літературознавець і перекладач, родом з Галичини.

## Життєпис
Народився Карл-Еміль 25 жовтня 1848 року в сім'ї лікаря Генріха Францоза. Великий вплив на майбутнього письменника мала няня-українка, що навчила його української мови, прищепила любов до українських казок, пісень. Навчався у школі при монастирі домініканців у Чорткові.
З 1858 року жив у Чернівцях, де навчався у німецькій гімназії. Після закінчення гімназії, Францоз вступив на юридичний факультет Віденського університету, а згодом перевівся до університету в Ґраці. Не закінчивши навчання, перейшов на журналістську роботу: з 1877 р. — у Відні, редагував Neue Illustrierte Zeitung, журнал Deutsche Dichtung, та як кореспондент подорожує країнами Західної Європи.
З 1877 року — юридичний консультант єврейської громади Відня, з 1886 р. — у Берліні.
Помер Карл-Еміль Францоз 26 січня 1904 року, похований у Берліні на цвинтарі Вайсензее.
Пам'ять про видатного сина австрійського народу живе не тільки на батьківщині, а й далеко за її межами.

## Творча спадщина
Роман Францоза Ein Kampf um Recht («Боротьба за право», 1882) присвячений важкому життю гуцулів середині 19 століття і боротьбі проти соціальних утисків.
Етнографічні та культурологічні нариси, які публікувалися в газетах, згодом увійшли до збірки «З напів-Азії» (1876). Ця збірка викликала великий інтерес у читачів і поклала початок популярності Францоза як письменника в країнах Європи, Близького Сходу та Америки. Німецькою мовою збірка перевидавалася декілька разів. 1878 року вийшло її продовження — «Від Дону до Дунаю».
У розвідці «Малороси і їхні співаки» (Die Kleinrussen und ihr Sänger, 1877) та інших, згодом вміщених у книзі Vom Don zur Donau («Від Дону до Дунаю», 1878), Францоз дав високу оцінку поезії Шевченка. Вперше Францоз звернувся до теми Кобзаря в нарисі «Українці та їхній співець», де висловив думку про універсальність таланту Т. Шевченка: «Поет для всього цивілізованого світу», котрий «і як співець політичних свобод, і як поет кохання, і як епік, і як майстер надзвичайного художнього змалювання соціальних картин завжди залишається на рівні генія». 1889 року знову звертається до творчості Шевченка в літературній публікації «Українські поети».
Дав загальний огляд української літератури Die Literatur der Kleinrussen (друге вид. «Від Дону до Дунаю», 1889) від 11 століття до 1880-х pp.
До найвидатніших творів письменника належать роман «За правду», повість «Німий», оповідання «Повстання у Воловцях», а також романи «Юдіт Трахтенберг», «Блазень» та ін.

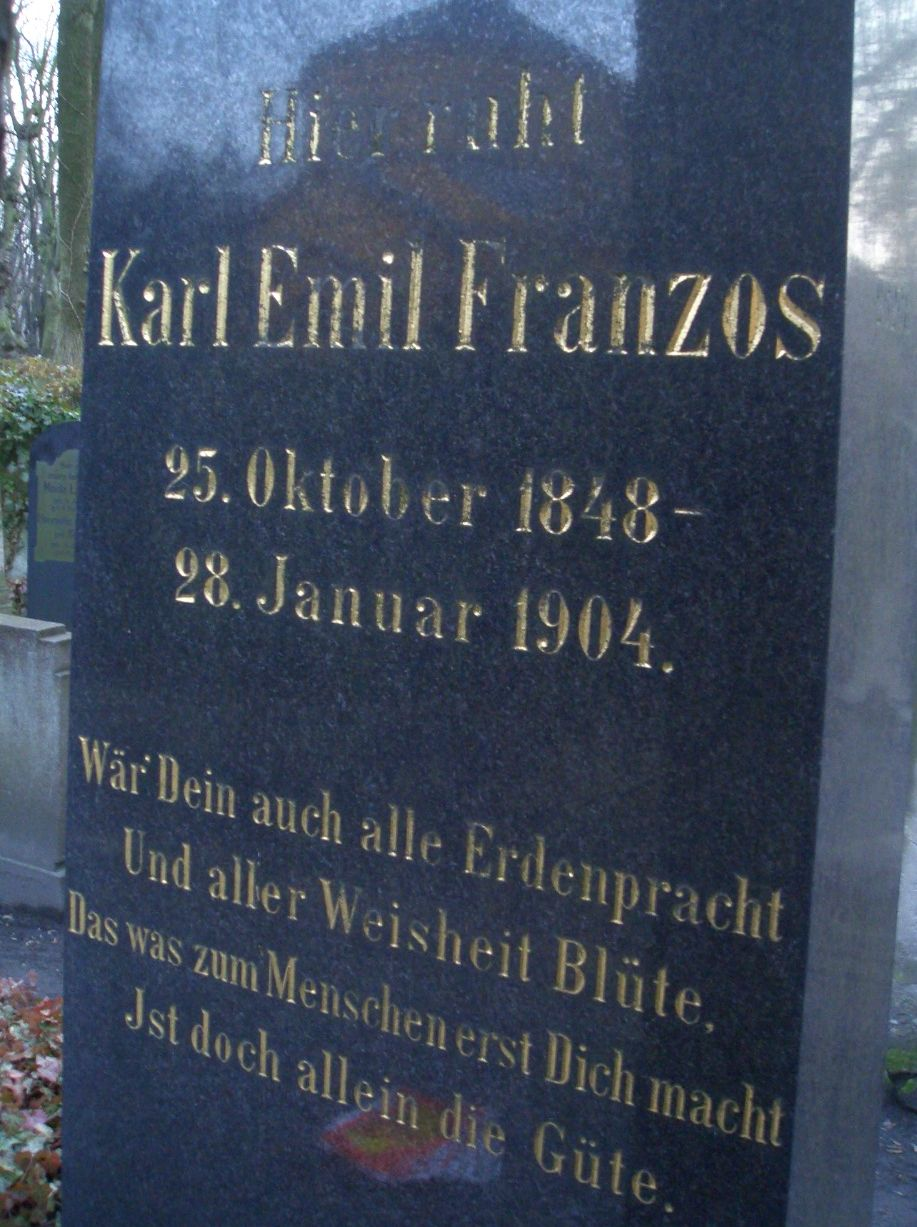
надгробок К. Е. Францоза

## Вшанування пам'яті
- До 1918 року у Чернівцях існувала вулиця Францоза[12].
- 30 квітня 2017 року на Ринковій площі Чорткова було відкрито Пам'ятник Карлу-Емілю Францозу авторства Романа Вільгушинського[13].
- 12 липня 2018 року у місті Чортків Тернопільської області урочисто відкрито меморіальну таблицю, присвячену пам'яті Карла Еміля Францоза.
- У місті Чернівці перейменували провулок Анатолія Полянського на провулок Карла Еміля Францоза.[14]

## Переклади українською мовою
- Боротьба за право / К. Францоз ; пер. з рос. Михайло Атаманюк. — Чернівці, 1910.[15]
- Боротьба за право / К. Францоз ; пер. М. Загірня. — К. : Українська Книгарня, 1913. — 416 с.
- Тарас Шевченко. // Світова велич Шевченка. — Т. 3. — К., 1964.
- За правду. — Ужгород, 1982.
- Францоз К. Е. Ucrainica: культурологічні нариси / упоряд., пер. з нім., передмова і коментар Петра Рихла. — Чернівці: Книги-XXI, 2010. — 292 с.